# Lízina vzpoura
Lízina vzpoura (v anglickém originále Separate Vocations) je 18. díl 3. řady (celkem 53.) amerického animovaného seriálu Simpsonovi. Scénář napsal George Meyer a díl režíroval Jeffrey Lynch. V USA měl premiéru dne 27. února 1992 na stanici Fox Broadcasting Company a v Česku byl poprvé vysílán 11. února 1994 na stanici ČT1.

## Děj
Poté, co ve škole studenti píší jednotný test způsobilosti, Líza zjistí, že se nejlépe hodí pro domácnost (hospodyně), zatímco Bartův test ukáže, že by měl být policistou. Líza má zlomené srdce nad výsledkem a je odhodlaná dokázat, že testování bylo špatně zkontrolováno. Jde za učitelem hudby, aby jí řekl svůj názor pro její talent, ale on jí řekne, že zdědila tlusté prsty po otci, a tudíž nemůže být nikdy profesionální saxofonistkou. Líza tedy stráví den s Marge a kouká se, co dělá za práce. Pro Barta se staví dva policisté, aby mu ukázali svou profesi.
Líza nenávidí roli ženy v domácnosti a uvědomí si, že její budoucí sny jsou zničené. Bart rád tráví čas s policií, a dokonce skončí zastavením zločince Haďáka během automobilové honičky. Když ředitel Skinner objeví Bartův nový zájem o vymáhání práva, požádá ho, aby se stal školní službou. Bart začne trestat jeho spolužáky za drobné přestupky a musí pořádek ve škole stále obnovovat. Mezitím se Líza stává mrzutou a vzpurnou studentkou a projevuje se to tím, že nemá žádný zájem se učit. Začíná se přátelit se zlými dívkami, které potká na holčičích záchodech. A právě tam jim poradí zničit oblíbený ředitelův školní klenot – vycpanou pumu s nazvém „PUMA PRIDE“. Vycpaná puma je zvandalizována a zlé puberťačky si Lízu oblíbí a nabídnou jí cigaretu. Líza cigaretu přijmout nechce, a tak jim zalže a řekne jim, že si ji vykouří až ve třídě.
Jednoho dne je Líza po škole za svůj drzý komentář ke své třídní učitelce, a proto tajně krade všechny učitelské příručky a vloží je do své školní skříňky. Tak ukáže, že bez nich jsou učitelé neschopní a nedovedou učit. Ředitel požádá Barta, aby zjistil, kdo je ukradl. Učebnice najde v Lízině skříňce a uvědomí si, že je ona viníkem. Líza se mu přizná ke zločinu, protože byla naštvaná kvůli svému zvolenému výsledku povolání jako hospodyně, a také proto, že je to vzrušující a sladké pokušení. Bart jí řekne, že předtím, než se stal školní službou, tak ho také bavilo dělat lumpárny, ale že měl své hranice, protože za tohle by mohla být vyloučena. Když si učebnic všimne ředitel Skinner, je velice šťastný, ale stejně se zeptá, kdo je ukradl. Bart vezme vinu na sebe a vrátí se k původnímu životu, tedy jako špatný student a pozbude funkce školní služby.
Když ho nová školní služba Milhouse vezme z kanceláře ředitele Skinnera po zvolení trestu, Líza se ho ptá, proč vzal vinu na sebe. Bart jí odpoví, že nechtěl zničit její budoucnost, když je chytrá a snaživá. Líza je dojata Bartovým skutkem a vrací se ke svému starému životu dobrého studenta. Jak Bart tráví svůj čas po škole (trest 600 dní po vyučování), Líza hraje na svůj saxofon před jeho třídou, aby ho potěšila. Bart jí při tom povzbuzuje a rád její hraní na saxofon poslouchá.

## Produkce
Scénář epizody napsal George Meyer a režíroval ji Jeffrey Lynch. Mike Reiss, spolu s Alem Jeanem tehdejší showrunner Simpsonových, uvedl, že Meyer napsal většinu epizody sám bez pomoci ostatních scenáristů seriálu. V prvním návrhu, který předložil producentům, bylo provedeno jen málo změn; byl téměř totožný s konečným scénářem. Díl byl inspirován profesními testy, které několik členů štábu seriálu absolvovalo, když chodili do školy; Reiss například uvedl, že mu bylo řečeno, že se stane knihovníkem. Jean řekl, že „jednou z prvních věcí, které nás přesvědčily, abychom epizodu udělali“, byl nápad, že se Bart stane policistou. Řekl, že to bylo „vtipné, realistické zobrazení toho, čím se dítě jako Bart může stát, a nebylo to něco, co by vás hned napadlo“. Jean řekl, že epizoda se zabývá emocemi, které cítí mnoho dospělých, když zestárnou a uvědomí si, že nedosáhnou snů, které kdysi měli. „Je to o tom, jak se lidé v životě s tímto problémem vyrovnávají. Možná je Líza ve svých osmi letech trochu mladá na to, aby se tím trápila, ale právě to jsme se zde snažili prozkoumat.“
V jedné části si Bart představuje, jak vypovídá u soudu, přičemž jeho hlas je elektronicky upraven. Změněný hlas mu propůjčil americký herec a televizní osobnost Steve Allen. Tvůrce seriálu Matt Groening uvedl, že on a někteří scenáristé, kteří byli dost staří na to, aby si pamatovali Allenův televizní pořad z 50.–60. let, byli z jeho hostování nadšeni, zejména John Swartzwelder. Allen správně vyslovil Bartovu hlášku „¡Ay, caramba!“ správně až podeváté, štáb z něj tak začal být mírně frustrovaný. Mezi scenáristickým týmem probíhala diskuse, zda by epizoda měla končit vtipem, nebo mít „sladký“ konec. Reiss řekl: „S lepšími anděly v naší povaze jsme se rozhodli pro sladký konec.“.

## Kulturní odkazy
Hudební škola, kterou Líza navštíví, má před vchodem ceduli s obrázkem malého Ludwiga van Beethovena v plenkách. Když se ředitel Skinner ptá Lízy na její nově objevený smysl pro nezodpovědnost, zeptá se: „Proti čemu se bouříš?“. Ona odpoví: „Whaddaya got?“, stejně jako to udělala postava Marlona Branda Johnny Strabler ve filmu Divoch. Také má v ústech párátko, stejně jako měl Johnny ve filmu. Páťáci, se kterými Líza mluví na školních toaletách, kouří cigarety Laramie.
Scéna automobilové honičky s Haďákem je odkazem na scénu automobilové honičky ve filmu Bullitt z roku 1968, ve scéně je slyšet hudba podobná soundtracku televizního seriálu V ulicích San Francisca. Hudbu pro tuto scénu napsal Alf Clausen, skladatel seriálu Simpsonovi, který předtím pracoval na několika policejních seriálech. Dalším odkazem na seriál V ulicích San Francisca a další díly z produkce Quinna Martina je hlasový komentář a titulek, který po přerušení prvního dějství epizody uprostřed automobilové honičky s Haďákem hlásá název druhého dějství dílu. V části, kdy si Bart představuje, že svědčí u soudu, je jeho tvář zakryta modrou tečkou; jde o odkaz na televizní přenos ze soudního procesu se znásilněním Williama Kennedyho Smithe, v němž byla ženě, která Smithe obvinila ze znásilnění, zakryta tvář modrou tečkou. Způsob, jakým se scéna mění z rozhovoru Barta a Skinnera ve Skinnerově kanceláři na jejich prohledávání skříněk, je odkazem na stejný styl změny scény, jaký se používal v televizním seriálu Batman z 60. let, kdy se před změnou scény na krátký okamžik objeví detailní záběr Batmanovy tváře s dramatickou hudbou v pozadí. Píseň, jež zazní, když Bart a Skinner prohledávají skříňky a hledají učitelská vydání, je variací na skladbu Harolda Faltermeyera „Axel F“ z filmu Policajt v Beverly Hills.

## Analýza
V poslední scéně dílu je vidět, jak Bart píše na tabuli „Nebudu odhalovat nevědomost učitelského sboru“ jako trest za to, že odhalil nevědomost učitelů tím, že odstranil učebnice učitelů. Ve své knize The Small Screen: How Television Equips Us to Live in the Information Age Brian L. Ott popisuje tuto scénu jako jeden z „klíčových způsobů, jak Simpsonovi oslovují diváky, kteří jsou spíše mladší, tím, že kritizují autority, zejména pedagogy“. Toby Daspit a John Weaver ve své knize Popular Culture and Critical Pedagogy: Reading, Constructing, Connecting píšou, že Simpsonovi se obzvláště „zajímají o otázky“ týkající se autority a zneužívání pravomocí ve škole. V další scéně z této epizody paní Hooverová říká studentům, aby patnáct minut zírali na tabuli, dokud neskončí hodina. Daspit a Weaverová píší, že právě „absolutní moc, kterou mají učitelé nad každým činem studentů, umožňuje, aby byl v Simpsonových prezentován tento obraz. Bylo by uklidňující říci si, že jde o pouhou parodii v amoku, že autoři natahují realitu, aby dosáhli svého, ale diskutující ve studii o Simpsonových v této knize měli vzpomínky na realitu velmi podobnou té, která je prezentována v tomto pořadu. Jedna z diskutujících uvedla, že podle ní podobné situace zažil ve svých školních letech každý, a myšlenka, že „pedagog by někdy mohl dělat něco tak zbytečného a nesmyslného s časem dětí“, je podle ní „děsivá“.

## Přijetí
V původním americkém vysílání skončil díl v týdnu od 24. února do 1. března 1992 na 29. místě ve sledovanosti s ratingem 14,8, což odpovídá přibližně 13,6 milionu domácností. Byl to nejlépe hodnocený pořad na stanici Fox v tomto týdnu. Nancy Cartwrightová získala cenu Emmy za vynikající výkon v roli Barta.
Po odvysílání epizoda získala od televizních kritiků převážně pozitivní hodnocení. Autoři knihy I Can't Believe It's a Bigger and Better Updated Unofficial Simpsons Guide, Warren Martyn a Adrian Wood, se domnívali, že díl ukázal Simpsonovy „v nejlepší formě – nejen vtipné, ale i odvážně otevřené k celé řadě problémů – selhání vzdělávacího systému, zneužívání moci policií, potlačování dětské kreativity“.
Bill Gibron z DVD Verdict řekl, že díl představuje Simpsonovy „na svém vrcholu jako dobře seřízený stroj na talenty, který mele dobré věci s překvapivou přesností a zručností“. Gibron dodal, že epizoda ukazuje, že „i na území, na které nejsou zvyklí (Bart jako bezpečnostní hlídka, Líza jako nadávající třídní pořez), jsou děti Simpsonových vtipné a vynalézavé“.
Nate Meyers ze serveru Digitally Obsessed udělil dílu hodnocení 4 z 5 a poznamenal, že „odklon scénáře od tradičních rolí přidělených Bartovi a Líze přináší svěží zážitek se spoustou smíchu“. Podle Meyerse byla vrcholem epizody Bartova jízda v policejním autě. Colin Jacobson z DVD Movie Guide považoval téma epizody za neoriginální, ale poznamenal, že Bartovo „rychlé přijetí fašismu“ a Lízino „upadnutí do chuligánství“ poskytují „řadu vtipných příležitostí a Lízina vzpoura je dobře využívá. Ačkoli se nejedná o jeden z nejlepších dílů roku, z větší části se jeví jako dobrý.“